# François Soubigou
François Louis Soubigou est un homme politique français né le 11 février 1819 à Plounéventer (Finistère) et mort le 17 février 1902 dans la même commune.

## Biographie
Propriétaire terrien, il est élu représentant de droite à l'assemblée constituante de 1848 où il siège en costume de paysan bas-breton. Il n'est pas réélu à l'assemblée législative de 1849. Il réapparaît en politique aux débuts de la IIIe République en étant élu sénateur du Finistère de 1876 à 1894. Il siège à droite. Il était également conseiller général du canton de Landivisiau.

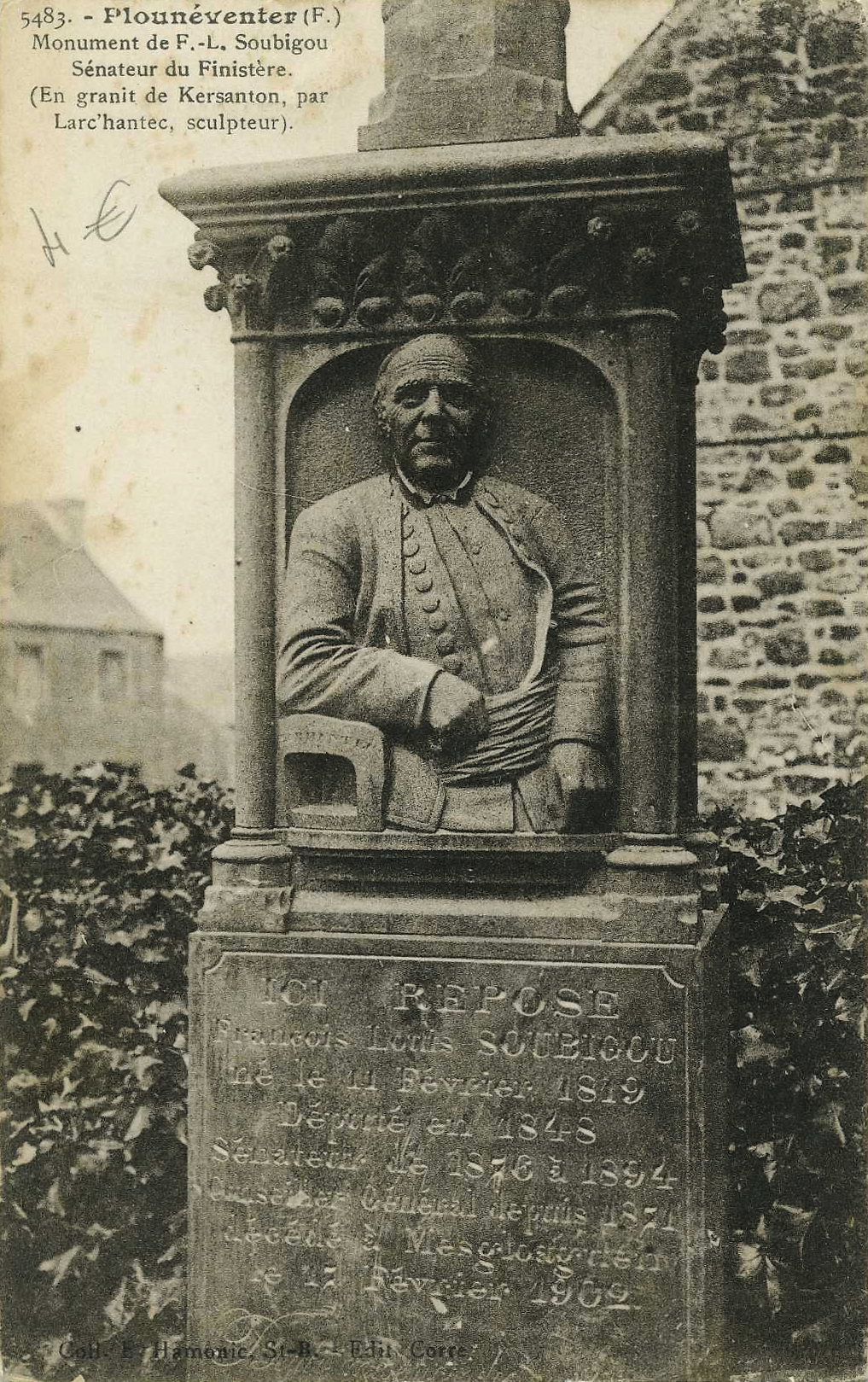
Tombe de François Louis Soubigou.

Il est enterré dans le cimetière de l'enclos paroissial de Plounéventer. Sa tombe est ornée d'un bas relief sculpté par Yann Larc'hantec et qui le représente en costume de julod (marchand toilier).